# Папкин, Александр Васильевич
Алекса́ндр Васи́льевич Па́пкин (2 января 1936 — 8 августа 2007) — советский и российский дипломат. Чрезвычайный и полномочный посол.

## Биография
Окончил Московский государственный институт международных отношений (МГИМО) в 1959 году и курсы усовершенствования руководящих дипломатических кадров при Дипломатической академии МИД СССР в 1983 году.
- В 1959—1987 годах — сотрудник посольств СССР в Румынии, Мадагаскаре и Гвинее.
- С 3 сентября 1987 по 17 августа 1991 года — чрезвычайный и полномочный посол СССР в Сенегале и Гамбии по совместительству[1][2].
- В 1994—1995 годах — заместитель директора департамента Африки МИД России.
- С 11 мая 1995 по 20 октября 1999 года — чрезвычайный и полномочный посол России в Молдавии[3][4].
- С 2000 года — советник в компании «Dionis-group».

## Награды
- Орден Дружбы (4 марта 1998) — За большой вклад в проведение внешнеполитического курса России и многолетнюю добросовестную работу[5].
- Медаль «За гражданские заслуги» (14 декабря 1999, Молдавия) — за значительный вклад в развитие и укрепление отношений дружбы и сотрудничества между Российской Федерацией и Республикой Молдова[6].

## Публицистика
- 2009 — «Мои апрели»